# Obersteiger-Haus

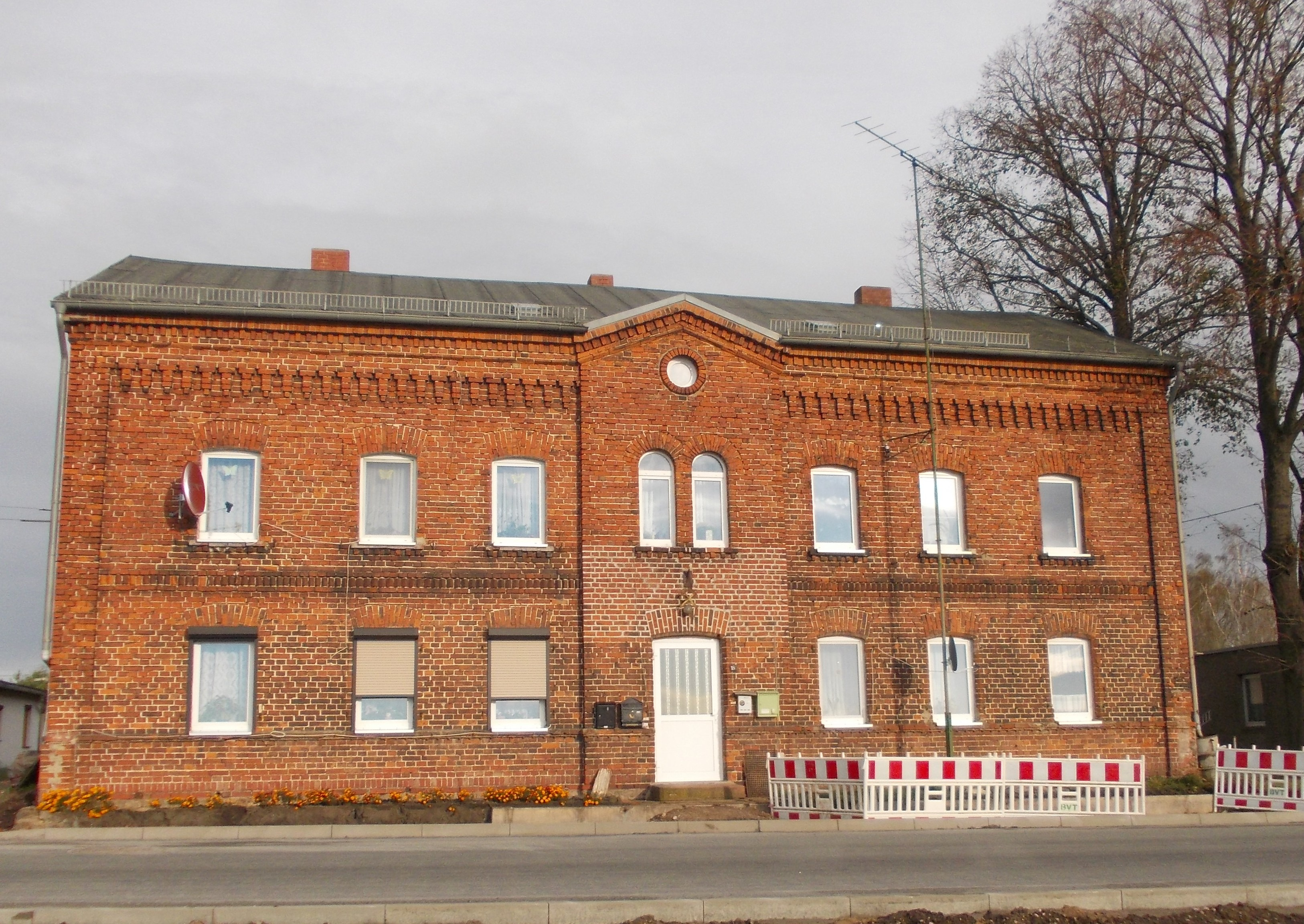
Obersteiger-Haus
Lindenstraße 18

Das Obersteiger-Haus ist ein denkmalgeschütztes Gebäude im zur Gemeinde Kabelsketal gehörenden Ortsteil Schwoitsch in Sachsen-Anhalt.

## Lage
Es befindet sich an der Adresse Lindenstraße 18  im nordwestlichen Teil von Schwoitsch, auf der Ostseite der von Gröbers in Richtung Osmünde führenden Lindenstraße.

## Architektur und Geschichte
Das im örtlichen Denkmalverzeichnis als Wohnhaus eingetragene zweigeschossige Gebäude entstand im späten 19. Jahrhundert. Die Fassade des Backsteinbaus ist siebenachsig und mit Friesen verziert. Es besteht ein Mittelrisalit. Im Haus lebten Mitarbeiter der in der Region bestehenden Braunkohlegruben.